# Roy Clements
Roy Clements (12 de enero de 1877 – 15 de julio de 1948) fue un director y guionista cinematográfico de nacionalidad estadounidense, activo en la época del cine mudo. 

## Biografía
Nacido en Sterling, Illinois, Clements debutó en el cine en 1914. A lo largo de su carrera entre 1914 y 1927 dirigió 134 filmes, escribió el guion de 26, actuó en tres y produjo dos.
Entre las artistas dirigidas por Clements figuran la famosa fotógrafa italiana Tina Modotti, y la modelo y actriz Evelyn Nesbit, conocida por su relación con el asesinato del arquitecto Stanford White.
Roy Clements falleció en 1948 en Los Ángeles, California, a los 61 años de edad.

## Selección de su filmografía

### Director
| - Snakeville's Fire Brigade (1914) - Sophie's Birthday Party (1914) - A Hot Time in Snakeville (1914) - The Coming of Sophie's 'Mama' (1914) - Snakeville's New Sheriff (1914) - High Life Hits Slippery Slim (1914) - Slippery Slim and the Stork (1914) - Pie for Sophie (1914) - A Snakeville Epidemic (1914) - Slippery Slim's Stratagem (1914) - Sophie Starts Something (1914) - Sophie Pulls a Good One (1914) | - The Snakeville Volunteer (1914) - The Wooing of Sophie (1914) - By Return Male (1915) - A Lucky Leap (1916) - Minding the Baby (1917) - The Nightcap (1917) - Welcome Home (1917) - The Reckoning Day (1918) - The Tiger's Coat (1920) - Her Dangerous Path (serial) (1923) - Tongues of Scandal (1927) - Wanted: A Coward (1927) |

### Guionista
- By Return Male, de Roy Clements (1915)